# Ernst Rosell
Ernst Rosell (n. 3 decembrie 1881, Jönköping, Comitatul Jönköping, Suedia – d. 26 iulie 1953, Bankeryd⁠(d), Comitatul Jönköping, Suedia) a fost un trăgător de tir ce a reprezentat Suedia, medaliat olimpic. A participat la o ediție a Jocurilor Olimpice (1908) în care a câștigat o medalie de aur.

## Participări
Lista de mai jos prezintă principalele competiții la care a participat Ernst Rosell de-a lungul carierei.
- shooting at the 1908 Summer Olympics – men's team single-shot running deer[*]